# Myrmica yoshiokai
Myrmica yoshiokai är en myrart som beskrevs av Weber 1947. Myrmica yoshiokai ingår i släktet rödmyror, och familjen myror. Inga underarter finns listade i Catalogue of Life.